# ۱۸ شهریور
۱۸ شهریور صد و هفتاد و سومین روز سال در گاه‌شماری خورشیدی است. به پایان سال ۱۹۲ روز (۱۹۳ روز در سال کبیسه) باقی‌است.

## رویدادها
- ۱۲۸۶ - آغاز انتشار روزنامه نسیم شمال
- ۱۲۹۹ - جنگ‌های خیابانی بین قوای قزاق و طرفداران شیخ محمد خیابانی آغاز شد.
- ۱۳۳۰ - تحریم ایران توسط بریتانیا،‌ به‌دلیل ملی شدن صنعت نفت
- ۱۳۷۰ - استقلال تاجیکستان
- ۱۳۹۲ - تصادف اتوبوس‌ها در آزادراه تهران - قم
- ۱۳۹۷ روز ثبت گلونی به نام قوم لک

## زادروزها
- ۱۳۰۵ - شهلا ریاحی، بازیگر و نخستین کارگردان زن سینمای ایران
- ۱۳۱۷ - اردشیر محصص، کاریکاتوریست و نقاش
- ۱۳۵۶ - فرزاد مجیدی، بازیکن فوتبال
- ۱۳۶۱ - بنیامین بهادری، خواننده

## درگذشت‌ها
- ۱۳۴۸ - جلال آل‌احمد، نویسنده و مترجم
- ۱۳۵۸ - علینقی وزیری، نوازنده
- ۱۳۹۸ - دختر آبی، از هواداران باشگاه فوتبال استقلال تهران بود که در اعتراض به دستگیری و محکومیت خود به زندان خودسوزی کرد